# WWE Draft (2021)
WWE Draft 2021 fue el decimosexto draft producido por la promoción de lucha libre profesional estadounidense WWE entre sus marcas Raw y SmackDown. Volviendo a su nombre original («WWE Draft»). El draft comenzó en el episodio del 1 de octubre de Friday Night SmackDown, que se realizó en el Royal Farms Arena de Baltimore y terminó en el episodio del 4 de octubre de Monday Night RAW, que se realizó en el Bridgestone Arena de Nashville, con SmackDown transmitiéndose en FOX y RAW transmitiéndose en USA Network.

## Producción

### Antecedentes
Por segundo año consecutivo, el Draft se realizará en plena realización de la pandemia del COVID-19, que golpeó con fuerza en todo el mundo, desde el año anterior. WWE hizo muchas especulaciones con respecto a las fechas en que se realizarán el Draft. El anuncio del Draft, se efectuó el 13 de septiembre de 2021, en Monday Night Raw y se realizarán el 1 de octubre de 2021, en el programa Friday Night Smackdown y el 4 del mismo mes, en el programa Monday Night Raw.

### Reglas delDraftde 2021
Las reglas del draft serán las mismas de la edición anterior. La lista de luchadores elegibles se publicarán en el sitio web oficial de la WWE. Más de 70 luchadores de las listas de los programas Raw, SmackDown, NXT, NXT UK y 205 Live, así como equipos en parejas, son elegibles para ser reclutados para Raw o SmackDown, incluidos todos los campeones (aunque el Campeón 24/7 de la WWE y las Campeonas Femeninas en Parejas de la WWE, que sean elegibles para ser transferidos, aún defenderán sus respectivos títulos, en todas las marcas).
Las reglas del draft son las siguientes:
- Se realizarán hasta 30 selecciones en el SmackDown del 1 de octubre, mientras que se realizarán hasta 41 selecciones en el Raw del 4 de octubre.
- Por cada dos selecciones de draft para SmackDown, Raw recibirá tres selecciones (debido a que SmackDown es un programa de dos horas, mientras que Raw es de tres horas).
- Los equipos en parejas cuentan como una selección, a menos que FOX o USA Network específicamente, solo quieran a un solo miembro del equipo como su selección.
- Cualquier luchador que no sea reclutado, en los 2 días de realización del Draft, será inmediatamente declarado agente libre y podrá firmar con la marca de su elección.
- El 1 de octubre, WWE confirmó que la marca NXT, también participará en el Draft y que los movimientos del Draft, entrarán en vigencia el 22 de octubre, un día después del evento Crown Jewel.

## Campeones de RAW y SmackDown antes del Draft
Estos son los actuales campeones de las marcas RAW y SmackDown, con lo que llegarán en esa condición a las 2 noches del Draft. Si un campeón mundial o secundario de una marca, es traspasado a la otra marca, se llevará consigo el señalado campeonato que ostenta, a la señalada marca que lo selecciona, pasando a ser un campeonato exclusivo de la marca asignada. Si la campeona femenina y los campeones en parejas de ambas marcas son intercambiados, se intercambiarán los títulos señalados, tal como ocurrió precisamente en el Draft del año anterior, cuando los campeones en parejas de ambas marcas, fueron intercambiados de marca y se intercambiaron los títulos, por sugerencia del Oficial de la WWE Adam Pearce.
| RAW                           | RAW                                   | RAW     | RAW                      | RAW   | RAW              | RAW              |
| Campeonato                    | Campeón Actual                        | Reinado | Fecha                    | Días  | Show / Evento    | Ex-Campeón       |
| ----------------------------- | ------------------------------------- | ------- | ------------------------ | ----- | ---------------- | ---------------- |
| Championship                  | Big E                                 | 1       | 13 de septiembre de 2021 | 1434+ | Monday Night RAW | Bobby Lashley    |
| United States Championship    | Damian Priest                         | 1       | 21 de agosto de 2021     | 1457+ | SummerSlam       | Sheamus          |
| RAW Tag Team Championship     | RK-Bro (Randy Orton (1) & Riddle (1)) | 1       | 21 de agosto de 2021     | 1457+ | SummerSlam       | AJ Styles & Omos |
| RAW Women's Championship      | Charlotte Flair                       | 6       | 21 de agosto de 2021     | 1457+ | SummerSlam       | Nikki A.S.H.     |
| 24/7 Championship             | Reggie                                | 1       | 19 de julio de 2021      | 1490+ | Monday Night RAW | Akira Tozawa     |
| Women's Tag Team Championship | Nikki A.S.H. (3) & Rhea Ripley (1)    | 1       | 20 de septiembre de 2021 | 1427+ | Monday Night RAW | Natalya & Tamina |

| SmackDown                       | SmackDown                              | SmackDown | SmackDown            | SmackDown | SmackDown              | SmackDown                                      |
| Campeonato                      | Campeón Actual                         | Reinado   | Fecha                | Días      | Show / Evento          | Ex-Campeón                                     |
| ------------------------------- | -------------------------------------- | --------- | -------------------- | --------- | ---------------------- | ---------------------------------------------- |
| Universal Championship          | Roman Reigns                           | 2         | 30 de agosto de 2020 | 1813+     | Payback                | "The Fiend" Bray Wyatt                         |
| Intercontinental Championship   | Shinsuke Nakamura                      | 2         | 13 de agosto de 2021 | 1465+     | Friday Night SmackDown | Apollo Crews                                   |
| SmackDown Tag Team Championship | The Usos (Jey Uso (5) & Jimmy Uso (5)) | 5         | 18 de julio de 2021  | 1491+     | Money in the Bank      | The Mysterios (Dominik Mysterio & Rey Mysterio |
| SmackDown Women's Championship  | Becky Lynch                            | 4         | 21 de agosto de 2021 | 1457+     | SummerSlam             | Bianca Belair                                  |

## Resultados

### Friday Night SmackDown(1 de octubre)[3]
- Happy Corbin (con Madcap Moss) derrotó a Kevin Owens.
  - Corbin cubrió a Owens después de un «End of Days».
  - Durante la lucha, Moss interfirió a favor de Corbin.
- The Street Profits (Angelo Dawkins & Montez Ford) & The New Day (Kofi Kingston & Xavier Woods) derrotaron a Alpha Academy (Otis & Chad Gable) & Dirty Dawgs (Dolph Ziggler & Robert Roode).
  - Woods cubrió a Roode después de un «Midnight».
- Sasha Banks derrotó a Bianca Belair.
  - Banks cubrió a Belair con un «Roll-Up».
  - Después de la lucha, Charlotte Flair atacó a ambas luchadoras y tras ello, Flair y Becky Lynch (que estaba como invitada, en la mesa de comentaristas) se confrontaron.

### Monday Night RAW(4 de octubre)[4]
- Damian Priest derrotó a Jeff Hardy y retuvo el Campeonato de los Estados Unidos.
  - Priest cubrió a Jeff después de revertir un «Swanton Bomb» en un «Crucifix Pin».
- Shayna Baszler derrotó a Dana Brooke.
  - El árbitro detuvo el combate después de que Baszler dejara K.O. a Brooke con un «Kirifuda Clutch».
- Angel Garza & Humberto Carrillo derrotaron a Mansoor & Mustafa Ali.
  - Garza cubrió a Ali con un «Roll-Up».
- Big E & Drew McIntyre derrotaron a Dirty Dawgs (Dolph Ziggler & Robert Roode).
  - McIntyre cubrió a Ziggler después de un «Claymore».
  - Después de la lucha, Big E atacó a Roode con un «Big Ending» y aceptó el reto de McIntyre por el Campeonato de la WWE en Crown Jewel.
- Nikki A.S.H & Rhea Ripley derrotaron a Natalya & Tamina y retuvieron el Campeonato Femenino en Parejas de la WWE.
  - Nikki cubrió a Tamina después de un «Frog Splash».
- The New Day (Kofi Kingston & Xavier Woods) derrotaron a The Hurt Business (Shelton Benjamin & Cedric Alexander).
  - Woods cubrió a Alexander después de un «Midnight».
- Bianca Belair derrotó a Charlotte Flair por descalificación.
  - Flair fue descalificada después de que Becky Lynch atacara a Belair.
  - Después de la lucha, Sasha Banks atacó a ambas luchadoras.

## Selecciones deDraft

### Selecciones deDraft(Noche 1)SmackDown(1 de octubre)
Los oficiales de WWE, Adam Pearce y Sonya Deville, anunciaron las selecciones de draft para cada ronda.
| Ronda | Sel. # | Antigua marca | Nueva marca | Selección marca # | Luchador (a)                                                                    | Notas                                                                         |
| ----- | ------ | ------------- | ----------- | ----------------- | ------------------------------------------------------------------------------- | ----------------------------------------------------------------------------- |
| 1     | 1      | SmackDown     | SmackDown   | 1                 | Roman Reigns (con Paul Heyman)                                                  | Posee el Campeonato Universal de la WWE (selección con mánager)               |
| 1     | 2      | RAW           | RAW         | 1                 | Big E                                                                           | Posee el Campeonato de la WWE                                                 |
| 1     | 3      | RAW           | SmackDown   | 2                 | Charlotte Flair                                                                 | Posee el Campeonato Femenino de RAW                                           |
| 1     | 4      | SmackDown     | RAW         | 2                 | Bianca Belair                                                                   |                                                                               |
| 2     | 5      | RAW           | SmackDown   | 3                 | Drew McIntyre                                                                   |                                                                               |
| 2     | 6      | RAW           | RAW         | 3                 | RK-Bro (Randy Orton & Riddle)                                                   | Poseedores del Campeonato en Parejas de RAW (selección de equipo)             |
| 2     | 7      | RAW           | SmackDown   | 4                 | The New Day (Kofi Kingston & Xavier Woods)                                      | (selección de equipo)                                                         |
| 2     | 8      | SmackDown     | RAW         | 4                 | Edge                                                                            |                                                                               |
| 3     | 9      | SmackDown     | SmackDown   | 5                 | Happy Corbin & Madcap Moss                                                      | (selección de equipo)                                                         |
| 3     | 10     | RAW           | RAW         | 5                 | Nikki A.S.H & Rhea Ripley                                                       | Poseedoras del Campeonato Femenino en Parejas de la WWE (selección de equipo) |
| 3     | 11     | NXT           | SmackDown   | 6                 | Hit Row (Isaiah "Swerve" Scott (c), Top Dolla, Ashante ''Thee'' Adonis & B-FAB) | Scott posee el Campeonato Norteamericano de NXT (selección de equipo)         |
| 3     | 12     | RAW           | RAW         | 6                 | Keith "Bearcat" Lee                                                             |                                                                               |
| 4     | 13     | SmackDown     | SmackDown   | 7                 | Naomi                                                                           |                                                                               |
| 4     | 14     | SmackDown     | RAW         | 7                 | Rey Mysterio & Dominik Mysterio                                                 | (selección de equipo)                                                         |
| 4     | 15     | RAW           | SmackDown   | 8                 | Jeff Hardy                                                                      |                                                                               |
| 4     | 16     | NXT           | RAW         | 8                 | Austin Theory                                                                   |                                                                               |

### Selecciones deDraftSuplementario (1 y 2 de octubre)
Se llevó a cabo un Draft Suplementario, en el programa anexo de SmackDown, Talking Smack, con luchadores que no fueron seleccionados en la Noche 1.
| Antigua marca | Nueva marca | Luchador (a)                      | Notas                              |
| ------------- | ----------- | --------------------------------- | ---------------------------------- |
| RAW           | RAW         | Akira Tozawa                      |                                    |
| NXT           | SmackDown   | Aliyah                            |                                    |
| SmackDown     | RAW         | Alpha Academy (Chad Gable & Otis) | (selección de equipo)              |
| SmackDown     | RAW         | Apollo Crews & Commander Azeez    | (selección de equipo)              |
| RAW           | RAW         | Doudrop                           |                                    |
| RAW           | RAW         | Drake Maverick                    |                                    |
| RAW           | SmackDown   | Drew Gulak                        |                                    |
| RAW           | RAW         | John Morrison                     |                                    |
| RAW           | SmackDown   | MACE                              |                                    |
| RAW           | SmackDown   | Mansoor                           |                                    |
| RAW           | SmackDown   | Mustafa Ali                       |                                    |
| RAW           | RAW         | Nia Jax                           |                                    |
| RAW           | RAW         | R-Truth                           |                                    |
| RAW           | RAW         | Reggie                            | Posee el Campeonato 24/7 de la WWE |
| RAW           | RAW         | T-BAR                             |                                    |
| SmackDown     | SmackDown   | Toni Storm                        |                                    |
| SmackDown     | RAW         | Zelina Vega                       |                                    |

### Selecciones deDraft(Noche 2)RAW(4 de octubre)[4]
Los oficiales de WWE, Adam Pearce y Sonya Deville, anunciarán las selecciones de draft para cada ronda.
| Ronda | Sel. # | Antigua marca | Nueva marca | Selección marca # | Luchador (a)                                      | Notas                                                                                             |
| ----- | ------ | ------------- | ----------- | ----------------- | ------------------------------------------------- | ------------------------------------------------------------------------------------------------- |
| 1     | 1      | SmackDown     | RAW         | 1                 | Becky Lynch                                       | Posee el Campeonato Femenino de SmackDown                                                         |
| 1     | 2      | SmackDown     | SmackDown   | 1                 | The Usos (Jey Uso & Jimmy Uso)                    | Poseen el Campeonato en Parejas de SmackDown (selección de equipo)                                |
| 1     | 3      | RAW           | RAW         | 2                 | Bobby Lashley (con MVP)                           | (selección con mánager)                                                                           |
| 1     | 4      | SmackDown     | SmackDown   | 2                 | Sasha Banks                                       |                                                                                                   |
| 2     | 5      | SmackDown     | RAW         | 3                 | Seth Rollins                                      |                                                                                                   |
| 2     | 6      | SmackDown     | SmackDown   | 3                 | King Nakamura (c) & Rick Boogs                    | Nakamura posee el Campeonato Intercontinental (selección de equipo)                               |
| 2     | 7      | RAW           | RAW         | 4                 | Damian Priest                                     | Posee el Campeonato de los Estados Unidos                                                         |
| 2     | 8      | RAW           | SmackDown   | 4                 | Sheamus                                           |                                                                                                   |
| 3     | 9      | RAW           | RAW         | 5                 | AJ Styles & Omos                                  | (selección de equipo)                                                                             |
| 3     | 10     | RAW           | SmackDown   | 5                 | Shayna Baszler                                    |                                                                                                   |
| 3     | 11     | SmackDown     | RAW         | 6                 | Kevin Owens                                       |                                                                                                   |
| 3     | 12     | NXT           | SmackDown   | 6                 | Xia Li                                            |                                                                                                   |
| 4     | 13     | SmackDown     | RAW         | 7                 | The Street Profits (Angelo Dawkins & Montez Ford) | (selección de equipo)                                                                             |
| 4     | 14     | RAW           | SmackDown   | 7                 | The Viking Raiders (Erik & Ivar)                  | (selección de equipo)                                                                             |
| 4     | 15     | SmackDown     | RAW         | 8                 | Finn Bálor                                        |                                                                                                   |
| 4     | 16     | RAW           | SmackDown   | 8                 | Ricochet                                          |                                                                                                   |
| 5     | 17     | RAW           | RAW         | 9                 | Karrion Kross                                     |                                                                                                   |
| 5     | 18     | RAW           | SmackDown   | 9                 | Angel Garza & Humberto Carrillo                   | (selección de equipo)                                                                             |
| 5     | 19     | RAW           | RAW         | 10                | Alexa Bliss                                       |                                                                                                   |
| 5     | 20     | SmackDown     | SmackDown   | 10                | Cesaro                                            |                                                                                                   |
| 6     | 21     | SmackDown     | RAW         | 11                | Carmella                                          |                                                                                                   |
| 6     | 22     | NXT           | SmackDown   | 11                | Ridge Holland                                     |                                                                                                   |
| 6     | 23     | Agente libre  | RAW         | 12                | Gable Steveson                                    | (firmó recientemente con WWE, tras participar con su país, en los Juegos Olímpicos de Tokio 2020) |
| 6     | 24     | SmackDown     | SmackDown   | 12                | Sami Zayn                                         |                                                                                                   |

### Selecciones deDraftSuplementario (4 y 5 de octubre)
Se llevará a cabo un Draft Suplementario, en el programa anexo de Raw, Raw Talk, con luchadores que no fueron seleccionados en la Noche 2.
| Antigua marca | Nueva marca | Luchador (a)                                            | Notas                 |
| ------------- | ----------- | ------------------------------------------------------- | --------------------- |
| RAW           | RAW         | Dana Brooke                                             |                       |
| SmackDown     | RAW         | Dirty Dawgs (Dolph Ziggler & Robert Roode)              | (selección de equipo) |
| RAW           | RAW         | The Hurt Business (Shelton Benjamin & Cedric Alexander) | (selección de equipo) |
| RAW           | RAW         | Jaxson Ryker                                            |                       |
| RAW           | SmackDown   | Jinder Mahal & Shanky                                   | (selección de equipo) |
| SmackDown     | RAW         | Liv Morgan                                              |                       |
| SmackDown     | RAW         | Mia Yim                                                 |                       |
| RAW           | RAW         | The Miz                                                 |                       |
| SmackDown     | SmackDown   | Natalya                                                 |                       |
| SmackDown     | SmackDown   | Shotzi                                                  |                       |
| SmackDown     | RAW         | Tamina                                                  |                       |
| SmackDown     | RAW         | Tegan Nox                                               |                       |
| RAW           | RAW         | Veer                                                    |                       |

## Campeones de RAW y SmackDown después del Draft
Estos son los actuales campeones de las marcas RAW y SmackDown, apenas finalizado el desarrollo del Draft (aún faltan campeones que serán anunciados, en el capítulo del 4 de octubre de RAW). Por el momento, solo se coloca a los campeones, que fueron seleccionados en la primera jornada del Draft. Como la actual Campeona Femenina de RAW Charlotte Flair, fue cambiada a SmackDown en la primera jornada del Draft, en caso de que la actual Campeona Femenina de SmackDown Becky Lynch, será cambiada a RAW en la segunda jornada y final del Draft, Flair y Lynch serán obligadas a intercambiar sus títulos, por sus cambios respectivos de marca.
| RAW                           | RAW                                   | RAW     | RAW                      | RAW   | RAW              | RAW              |
| Campeonato                    | Campeón Actual                        | Reinado | Fecha                    | Días  | Show / Evento    | Ex-Campeón       |
| ----------------------------- | ------------------------------------- | ------- | ------------------------ | ----- | ---------------- | ---------------- |
| Championship                  | Big E                                 | 1       | 13 de septiembre de 2021 | 1434+ | Monday Night RAW | Bobby Lashley    |
| RAW Tag Team Championship     | RK-Bro (Randy Orton (1) & Riddle (1)) | 1       | 21 de agosto de 2021     | 1457+ | SummerSlam       | AJ Styles & Omos |
| 24/7 Championship             | Reggie                                | 1       | 19 de julio de 2021      | 1490+ | Monday Night RAW | Akira Tozawa     |
| Women's Tag Team Championship | Nikki A.S.H. (3) & Rhea Ripley (1)    | 1       | 20 de septiembre de 2021 | 1427+ | Monday Night RAW | Natalya & Tamina |

| SmackDown              | SmackDown      | SmackDown | SmackDown            | SmackDown | SmackDown     | SmackDown              |
| Campeonato             | Campeón Actual | Reinado   | Fecha                | Días      | Show / Evento | Ex-Campeón             |
| ---------------------- | -------------- | --------- | -------------------- | --------- | ------------- | ---------------------- |
| Universal Championship | Roman Reigns   | 2         | 30 de agosto de 2020 | 1813+     | Payback       | "The Fiend" Bray Wyatt |

## Consecuencias del Draft
- En la primera noche del Draft, tuvieron como resultado a 2 grupos disueltos:  El primero fue The New Day, luego de que el actual Campeón de la WWE Big E, fue seleccionado por RAW, por lo que se queda en la marca roja, aparte lógicamente de mantener su título en el señalado programa, mientras que Kofi Kingston y Xavier Woods, fueron enviados a SmackDown y el segundo fue The Way, luego de que Austin Theory fue enviado a RAW, mientras que Johnny Gargano, Dexter Lumis, Candice LeRae e Indi Hartwell, se quedan por el momento en NXT, aunque puedan ser seleccionados por RAW o SmackDown, en el capítulo del 4 de octubre del programa de la marca roja, cuando se realice la segunda parte y final del Draft.

- En la primera jornada del Draft Suplementario, solo un equipo fue disuelto, luego de que MACE fue enviado a SmackDown, mientras que su compañero de equipo T-BAR, se tendrá que quedar en RAW.

- Durante la primera noche del Draft, Brock Lesnar, quien luego de regresar a WWE en el evento SummerSlam, apareció exclusivamente en el programa SmackDown, pero nunca se unió oficialmente a esa marca, por lo que se declaró un agente libre y que puede aparecer, en cualquiera de las 2 marcas principales de la WWE.[7]

- A raíz del Draft, tanto Becky Lynch como Charlotte Flair fueron intercambiadas respectivamente de marcas siendo Campeonas Femeninas de sus marcas por lo que, por determinación del agente del ThunderDome, Adam Pierce, se acordó entre ambas equipos, que intercambiarían los títulos y dado ese caso, Flair sería la nueva Campeona femenina de Smackdown mientras que Lynch sería nueva Campeona femenina de Raw. Este intercambio se llevó a cabo durante la edición de SmackDown del 22 de octubre de 2021.[8]
- El 4 de noviembre de 2021, B-FAB, Keith Lee, Nia Jax, Mia Yim, Karrion Kross, entre otros luchadores, fueron despedidos, sin hacer ninguna aparición en sus nuevas marcas.[9]

## Agentes libres
Los siguientes luchadores no estuvieron disponibles para ser elegidos en el Draft debido a inactividad o lesión.
| Luchador (es)                                   | Marca antigua | Notas | Marca posterior | Fecha                   | Notas                                                |
| ----------------------------------------------- | ------------- | --- | --------------- | ----------------------- | ---------------------------------------------------- |
| Brock Lesnar                                    | RAW           | Durante la noche 1 del draft, Lesnar anunció que era agente libre (lo que implica que se debió a un acuerdo concertado por Paul Heyman), por lo que es elegible para aparecer en cualquier marca. | Agente libre    | 1 de octubre de 2021    |                                                      |
| Eva Marie                                       | RAW           | No fue seleccionada en el Draft | Despedida       | 4 de noviembre de 2021  | Eva Marie fue liberada de su contrato con WWE.       |
| Lucha House Party (Gran Metalik & Lince Dorado) | RAW           | No fueron seleccionados en el Draft | Despedidos      | 4 de noviembre de 2021  | Ambos fueron liberados de sus contratos con WWE.     |
| Shane Thorne                                    | SmackDown     | No fue seleccionado en el Draft | Despedido       | 18 de noviembre de 2021 | Shane Thorne fue liberado de su contrato con la WWE. |
| Maryse                                          | RAW           | Luchadora de tiempo parcial | RAW             | 29 de noviembre de 2021 |                                                      |
| Elias                                           | RAW           | No fue seleccionado en el Draft | RAW             | 4 de abril de 2022      |                                                      |
| Lacey Evans                                     | RAW           | Inactiva por licencia de maternidad | SmackDown       | 8 de abril de 2022      |                                                      |
| Asuka                                           | RAW           | Inactiva por lesión en el brazo y reconstrucción dental | RAW             | 25 de abril de 2022     |                                                      |
| Bayley                                          | SmackDown     | Inactiva por LCA desgarrado |                 |                         |                                                      |
| John Cena                                       | SmackDown     | Luchador de tiempo parcial |                 |                         |                                                      |
| Titus O'Neil                                    | RAW           | No fue seleccionado en el Draft |                 |                         |                                                      |